# KPGA 투어 챔피언십
KPGA 투어 챔피언십(KPGA Tour Championship)은 대한민국 경기도 안성시에서 열리는 프로 골프 대회로, 2005년에 창설되었다.